# Бонтон у комуникацији са особама са инвалидитетом
Бонтон у комуникацији са особама са инвлидитетом је посебан облик понашања и опхођења, ослобођен било каквог облика дискриминације. При чему се не очекује да показујете сажаљење према особама са инвалидитетом, већ да се понашате као према једнакима, јер оне то и јесу.

## Примери из бонтона
Неки од примера понашња, које треба применити у комуникација са особама са инвалидитетом су:
1. Препознате ли потребу за пружањем помоћи особи са инвалидитетом, питајте је како јој најбоље можете помоћи;
2. Приликом упознавања не избегавајте руковање са особом која има вештачку или ампутирану руку. Рукујте се левом руком или додиром како то најбоље одговара особи са инвалидитетом;
3. Обраћајте се непосредно особи са инвалидитетом, а не родитељу, партнеру, пратиоцу или преводиоцу;
4. Разговарајте нормално, служећи се свакодневним изразима попут: „Видимо се”, „Поздрављам Вас”,, „Чујемо се” – без обзира о каквом инвалидитету се ради код особе са којом разговарате. Немојте се бојати погрешних речи;
5. Ако са особом у инвалидским колицима дуже разговарате, покушајте да седнете како би сте се гледали у очи;
6. Усредсредите се на особу која има неки поремећај говора. Ако нисте разумели шта је рекла, замолите је да понови. Немојте глумити да разумете;
7. Говорите полако и директно према особи са оштећењем слуха. Не вичите, не говорите јој у уво. Ваши изрази лица и покрети усана помажу јој да вас разуме. Ако ипак нисте сигурни да вас је разумела – напишите поруку;
8. Поздрављајући слепу или слабовиду особу кажите јој своје име. Ако нудите помоћ у ходању, понудите јој да се ослони на вашу руку;
9. Глуво-слепе особе вас могу разумети једино додиром. Ако се нађете у ситуацији да комуницирате са таквом особом, успоставите контакт исписивањем великих писаних слова на њеном длану;
10. Лична питања о инвалидитету или његовим узроцима немојте постављати особи са инвалидитетом ако с њом нисте блиски;
11. Будите обазриви и стрпљиви, особама са инвалидитетом може требати више времена да нешто учине;
12. Не хвалите претерано особу са инвалидитетом због обављања нормалних животних радњи;
13. Чекајући у реду уступите своје место или се заузмите да тешко покретна особа одмах дође на ред;
14. Приликом вожње у средствима јавног превоза понудите своје место особама са инвалидитетом. Помозите им при уласку и изласку из аутобуса, трамваја, авиона;
15. Помагала (штаке, штап, колица) особе са инвалидитетом дирајте само ако сте за то били замољени. Не наслањајте се на инвалидска колица, она су део интимног простора саме особе;
16. Немојте миловати пса водича док „ради”. Питајте власника за дозволу;
17. Поштујте возаче са инвалидитетом. Када у саобраћају сусретнете возило означено знаком особе са инвалидитетом, повећајте размак, смањите брзину вожње и повећајте опрез. Уважите њихову спорост у обављању радњи.